# 海奈格
33°44′40″N 2°47′38″E / 33.74444°N 2.79389°E

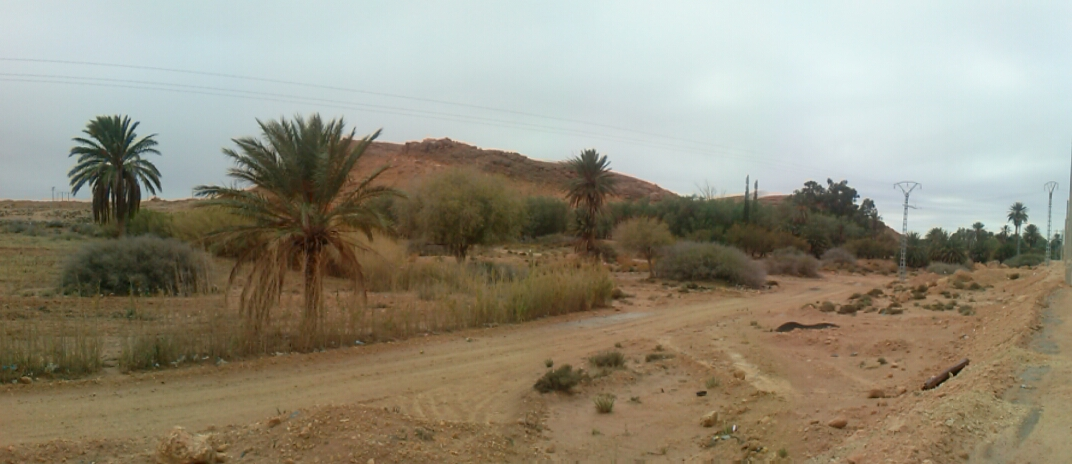
海奈格

海奈格（阿拉伯语：‎），是阿爾及利亞的城鎮，位於該國中部艾格瓦特省，由艾因邁濟區負責管轄，面積3,830平方公里，2008年人口10,787，人口密度每平方公里3人。